# Buenos Aires, Pantepec
Buenos Aires är en ort i Mexiko.   Den ligger i kommunen Pantepec och delstaten Chiapas, i den sydöstra delen av landet, 700 km öster om huvudstaden Mexico City. Buenos Aires ligger 1 370 meter över havet och antalet invånare är 324.
Terrängen runt Buenos Aires är varierad. Runt Buenos Aires är det ganska tätbefolkat, med 86 invånare per kvadratkilometer. Närmaste större samhälle är Pueblo Nuevo Jolistahuacan, 18,5 km sydost om Buenos Aires. I omgivningarna runt Buenos Aires växer i huvudsak städsegrön lövskog.